# Khorol (flod)
Khorol (ukrainsk: Хорол) er en flod i Ukraine, en højre biflod til Psel i Dnepr-bassinet. Den er 208 km lang og har et afvandingsområde på 3.340 km2. Floden har sit udspring nær landsbyen Chervona Sloboda i Nedryhailiv rajon, Sumy oblast.

## Generelle data
Længden af floden er 308 km hvoraf 241 km er inden for Poltava oblast. Den har et afvandingsareal på 3.870 km². Den har et gennemsnitligt fald på 0,3 m/km. Flodslettens bredde er fra 0,2-0,5 km til 1,5-2 km og har sumpet, busk- og engvegetation. Floden har en bredde på mellem 10 og 60 meter. Den øvre del tørrer ud i 40-50 dage. Floden fryser i slutningen af november eller i begyndelsen af december og isen bryder op i marts.

## Vigtigste bifloder
Til højre: Sakunykha, Rubanka, Vilshana, Tataryna, Oznytsia, Lykhobabivka, Kharpachka, Khomutets, Gremiacha, Kuturzhykha, Avramivka, Lahodynka, Holubykha, Yenkivka, Kryva Ruda, Saha, Tataryna, Shcherbanka.

## Byer langs floden
Byer langs floden er Lypova Dolyna, Khorol samt kurbyen Myrhorod.

## Brug
Floden bruges til vandforsyning, kunstvanding og fiskeri. Der er adskillige reguleringer og reservoirer langs floden.

## Khorol i historie og kultur
En bosættelse fra bronzealderen er fundet i floddalen, såvel som tidlige slaviske bosættelser og Chernyakhiv-kulturens gravplads. Et slag mellem de rusyns og polovtsiske tropper fandt sted på bredden af floden i 1185. Landskaber omkring Khorol har tiltrukket sig opmærksomhed fra mange kunstnere.

## Geografi
Khorol starter nord for landsbyen Chervona Sloboda, flyder af Prydniprovska lavland på territoriet Nedryhailiv, Lypova Dolyna, nær Sumy oblast, Hadiach, Myrhorod, Khorol, Semenivka og Hlobyne i Poltava oblast. Khorol flyder hovedsageligt mod syd, mellem byerne Myrhorod og Khorol - mod sydvest, derefter mod sydøst. Den løber ud i Psel i den nordlige udkant af landsbyen Popivka, Hlobyne og Poltava.